# Câmpia Burnazului

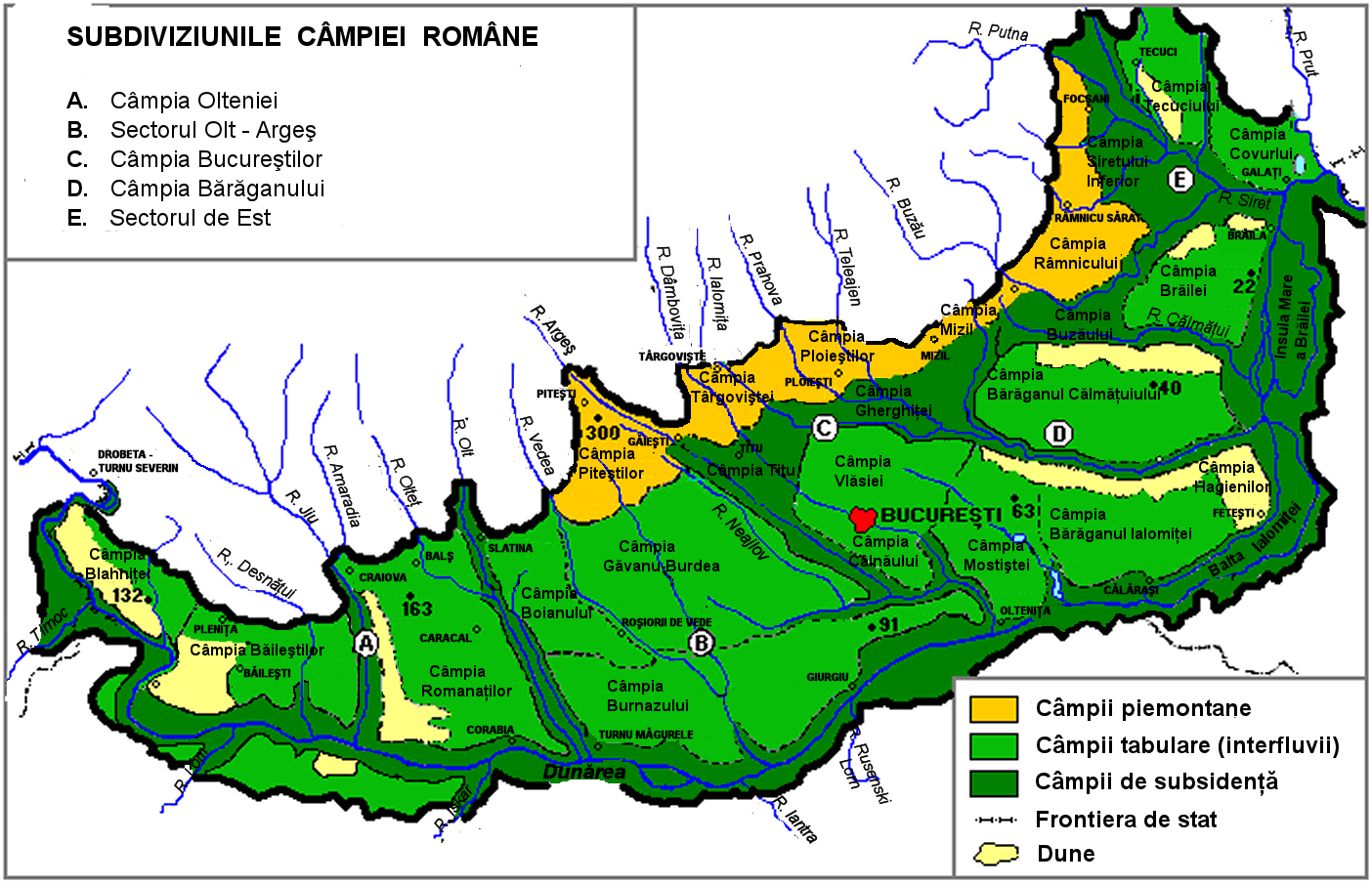
Câmpia Română și subdiviziunile sale

Câmpia Burnazului este o câmpie din Câmpia Română. Se găsește în Sectorul Olt-Argeș, delimitat de râul Olt în vest și de Argeș în est, alături de Câmpia Piteștilor, Câmpia Boianului și Câmpia Găvanu-Burdea.

## Așezare geografică
Câmpia  Burnazului este delimitată:
- la nord de aliniamentul comunelor Ghimpaṭi (jud. Olt) și Vitănești (jud. Teleorman), Măgura, Drăgănești-Vlașca, Bujoru, dar și de văile râului Neajlov și ale afluentului său Câlniștea.
- la est de râul Argeș
- la sud de fluviul Dunărea
- la vest de râul râul Olt

## Istoric
În memoriile sale Dinu Drăcea, bunicul profesorului Marin Drăcea, povestește că strămosii săi au venit cu oile din Oltenia, în timpul ocupației austriece dintre 1718-1734, și s-au stabilit în Câmpia Burnazului, comuna Izvorul. Dinu Drăcea invatase carte de la mocanii mărgineri, care veneau cu oile din zona Sibiului și iernau în Câmpia Burnazului.
1. ↑  "Din memoriile lui Moș Dinu, scrise chiar de mâna lui" - manuscrisul a fost incendiat în timpul ocupației germane a școlii de la Brănești, în timpul Primului Război Mondial. Informația a fost preluată de Marin Rădulescu, născut în comuna Peretu din Câmpia Burnazului.